# Hauts plateaux Elgar
Les hauts plateaux Elgar sont des plateaux s'élevant à 1 900 m entre le col Tufts au nord et le glacier Sullivan au sud, dans la partie nord de l'île Alexandre-Ier, en Antarctique.  Ils sont photographiés depuis les airs et cartographiés de façon approximative lors de l'expédition British Graham Land en 1937 puis de façon plus précise en 1960 par D. Searle du Falkland Islands Dependencies Survey d'après des photographies aériennes prises pendant l'expédition Ronne (1947–48) et enfin à partir d'images Landsat en février 1975.
Ces hauts plateaux sont nommés par l'UK Antarctic Place-Names Committee d'après le compositeur anglais Edward Elgar(1857-1934).